# Суперкрос (фільм)
Суперкрос (англ. Supercross) — американський фільм 2005 року режисера Стіва Боюма. Прем'єра стрічки відбулась 15 серпня 2005 року в Лос-Анджелесі.

## Синопсис
Брати Кей Сі та Тіп Карлайли росли у світі мотокросу. Їхній батько завжди мріяв, щоб його сини вибороли національний чемпіонський титул. 
Після смерті батька брати перебували у не найкращому моральному стані, але вони все ж вирішують спробувати здійснити мрію покійного. Брати починають з того, що відкривають власну справу та потрапляють у дорогий маєток в Каліфорнії. Там вони знайомляться з відчайдушною  Зої Ланґ (Софія Буш), в яку закохується Кей Сі. 
Джеф Джонсон — власник команди, пропонує Кей Сі взяти участь в перегонах професіоналів. Знайомий Тіпа допомагає йому з байком і хлопець стає учасником перегонів разом з братом. Кей Сі з'ясовує, що під час перегонів він має блокування інших гонщиків, поки син Джонсона не прийде до фінішу, а Тріп виступатиме одним із суперників брата.

## У ролях
| Актор             | Роль             |
| ----------------- | ---------------- |
| Стів Гоуї         | Кей Сі Карлайл   |
| Майкл Фоґель      | Тіп Карлайл      |
| Софія Буш         | Зої Ланґ         |
| Ченнінґ Тейтум    | Ровді Спаркс     |
| Роберт Керрадайн  | Клей Спаркс      |
| Кемерон Річардсон | Пайпер Коул      |
| Роберт Патрік     | Ерл Коул         |
| Аарон Картер      | Овен Коул        |
| Джей Ді Пардо     | Чай              |
| Кароліна Гарсія   | Старр            |
| Раян Локк         | Джеф Джонсон     |
| Девід Кастільйо   | Джиммі Кастільйо |
| Ден Ґюнтер        | Сіммс            |
| Антонія Джонс     | медсестра        |